# 奥康奈尔桥
奥康奈尔桥（O'Connell Bridge）是位於愛爾蘭首都都柏林市區利菲河上的一個橋樑。現在的歐康納橋是第二代歐康納橋。最早歐康納橋名為卡萊爾橋（Carlisle Bridge），修建於1791年至1794年。1877年至1880年，卡萊爾橋進行了重建拓寬，並在1882年改名為歐康納橋，紀念丹尼爾·歐康諾。
都柏林有兩座奥康奈爾橋，另一座位於圣斯蒂芬绿地。

## 外部連結
- Webcam directed at O'Connell Bridge
- Structurae数据库中O'Connell Bridge的数据
- Man on Bridge - Photos on the bridge from 1930s-1980s （页面存档备份，存于）